# Indická rupie
Indická rupie (v hindštině: रुपया, rupayā; angl. rupee) je měna Indie, jako zákonná měna je (vedle Bhútánského ngultrumu) používána i v Bhútánu v poměru 1:1, jako platidlo je přijímána i v některých oblastech Nepálu a v některých obchodech v Británii. Její kód (ISO 4217) je INR, jako zkratky slouží rovněž iR a Re v singuláru a Rs v plurálu, neoficiálně taky  a रू. Název rupie má indická měna společný s měnami několika dalších států v jihoasijském regionu.
Rupie se dělí na 100 pais. Emituje ji Rezervní banka Indie. 
V Ásámu a Bengálsku je rupie často nazývána taka (bangladéšská taka je měna sousedního Bangladéše).
Indická rupie není volně směnitelná, vývoz i dovoz jejích mincí je zakázán.
Směnný kurz indické rupie vůči české koruně je v současnosti (září 2018) 1 rupie (RP) za 0,3026 Kč.

## Bankovky a mince, další násobky
Existují mince v hodnotách 5, 10, 20, 25 a 50 paisů a 1, 2, 5 a 10 rupií. Od 30. června 2011 mince v hodnotě pod 50 paisů přestaly v obchodním styku platit.
Bankovky existují v hodnotách 1, 2, 5, 10, 20, 50, 100, 500 a 2000 rupií, bankovky v hodnotě pod 10 rupií už nejsou vydávány, ale zůstávají v platnosti.  Na bankovkách je nápis v 15 z 22 hlavních jazyků Indie. 
V listopadu 2016 došlo k ukončení platnosti bankovek dvou nejvyšších nominálních hodnot 500 a 1000 rupií a byly vydány bankovky nové v hodnotě 500 a 2000 rupií. Tento krok byl proveden v rámci boje proti korupci.

## Lakhacrore
Zajímavostí je, že obnosy peněz (a nejen peněz) se v celé Jižní Asii (Bangladéš, Bhútán, Indie, Myanmar, Nepál, Pákistán a Srí Lanka) vyjadřují pomocí zvláštních číslovek:
- lakh, také lac, lakš (ze sanskrtského लक्ष lakṣa), zkratka L = 100 000 = 105 (v indickém zápise 1,00,000)
- crore, také koti, karor, zkratka cr = 100 lakhů = 10 000 000 = 107 (v indickém zápise 1,00,00,000)

Realitní servery v Indii běžně používají výrazy "lac" a "crore", např. již při zadání limitů ceny do vyhledávače nemovitostí.

## Historie
Indie byla jednou z prvních zemí a oblastí, kde byly používány mince (už v 6. století př. n. l.), během historie se však v různých oblastech vystřídala řada měn jednotlivých indických států i koloniálních území.
Slovo rupie pochází ze sanskrtského výrazu रूप्य (rūpya), který znamenal „zpracované stříbro“. V roce 1957 rupie přešla na decimální systém, do té doby byl systém podstatně složitější.